# Cetonana coenosa
Cetonana coenosa là một loài nhện trong họ Trachelidae.
Loài này thuộc chi Cetonana. Cetonana coenosa được Eugène Simon miêu tả năm 1897.